# Willie (I Simpson)
Willie, noto anche come il giardiniere Willie, è un personaggio della serie animata I Simpson. Il suo nome anagrafico completo è Willie Sean Moran MacDougal.
Svolge mansioni di giardiniere e di bidello nella scuola elementare di Springfield frequentata da Bart e Lisa, anche se talvolta viene usato come assistente di Skinner per i casi più disparati. Possiede un trattore che chiama "Duchessa", e vive nella sua amata catapecchia nei pressi della scuola. Ha anche riesumato la salma di Jebediah Springfield. È scozzese, ma in alcune sequenze del doppiaggio in lingua italiana dichiara di essere sardo e più precisamente di Nord Pecurone.

## Caratterizzazione del personaggio
Nell'edizione in lingua italiana della serie TV, Willie viene doppiato come se fosse sardo, precisamente di Mogorella in provincia di Oristano (nella puntata 14x16, svegliato d'improvviso, esclama «Forza Gigi Riva», ex calciatore del Cagliari; nella puntata 10x01 dice di provenire da "Nord Pecurone"). In realtà, Willie è scozzese, cosa che diventa evidente oltre che nel doppiaggio originale anche da molti riferimenti alle sue vere origini che prescindono dal semplice doppiaggio. Willie rappresenta originariamente lo stereotipo dello scozzese ignorante, alcolizzato, irascibile e rissoso. Ha due fratelli, Angus e il becchino Billy. Nella trentacinquesima stagione si sposa con una sua vecchia fidanzata, Maisie MacWeldon, che fu la causa del suo trasferimento in America.
La sua professione di giardiniere gli fu data sulla nave da un poliziotto, al suo arrivo negli USA, a New York, sebbene alla domanda del controllo immigrazione rispose che era un medico. Il padre di Willie fu impiccato per aver rubato un maiale e il suo cadavere fu buttato in una palude, ma lui non pianse, nonostante ciò in una puntata recatosi in Scozia per catturare il mostro di Loch Ness incontra i suoi genitori, entrambi identici a lui. In più di una puntata viene descritto come irascibile, rozzo e dedito a pratiche non proprio ortodosse, come lavarsi con il detersivo Ajax (sicuramente inadatto all'igiene personale) e pulirsi le ascelle con una paglietta d'acciaio Brillo. Inoltre nella puntata La cometa di Bart viene suscitata l'ipotesi che venga dall'Iraq. Nell'episodio della ventunesima stagione Scherzi e salute, si scopre che anni prima era l'insegnante di nuoto nella piscina della scuola, presente in passato, quando Skinner era molto meno severo ma, a causa di uno scherzo, nel quale il direttore rimase per qualche giorno intrappolato nella piscina riempita di vermi, fu degradato a giardiniere e la piscina cementificata.
Il suo personaggio ricalca lo stereotipo dello scozzese, tendenzialmente rozzo e ostile con altre popolazioni. In un'occasione, fu lui stesso a dire che gli scozzesi sono nemici storici delle varie popolazioni vicine (affermando che Bart e Lisa in quanto fratelli sono nemici per natura, come gli scozzesi nei confronti degli inglesi, dei gallesi, dei giapponesi e perfino di altri scozzesi). In una puntata afferma di essere sordo ma riesce a leggere le labbra, suscitando il riso dal momento che, appena terminata la frase, viene salutato da un postino, Willie tuttavia non capisce bene, credendo che l'uomo abbia insultato sua madre. In realtà, è molto buono, generoso e coraggioso (qualità che emergono quando riesce a mettere da parte il suo temperamento, specialmente nell'episodio My fair damerino). Esattamente come Ned Flanders, anche se non lo dà a vedere per via dei vestiti che porta, William ha un fisico molto atletico e forte, dimostrando in più puntate di possedere capacità atletiche eccellenti e una forza straordinaria. In una puntata salva la vita a Bart, affrontando a mani nude e mettendo K.O. un feroce lupo.
Viene spesso ridicolizzato da Bart, che si serve dei trucchi più vari per sfilargli il kilt e umiliarlo pubblicamente. Inoltre, alcune volte, ha anche un po' di antipatia per Nelson, Secco, Patata e Spada per i loro scherzi.
In una puntata, viene trasformato in un vero gentiluomo dalla piccola Lisa Simpson per un concorso di scienze, ma Willie sentirà poi la mancanza della sua vecchia vita selvaggia e rozza da giardiniere, e tornerà quello di prima.
Willie tiene da parte il grasso della mensa della scuola per poi rivenderlo e farsi la pensione, si arrabbia molto quando Homer e Bart tentano una sera di rubarlo per poi rivenderlo loro (in quella puntata si dichiara ufficiosamente scozzese, in italiano sardo). In un'altra puntata afferma di essere morto durante uno sciopero in miniera, salvo poi sorprendersi egli stesso per ciò che ha appena dichiarato.
Nutre spesso un desiderio di vendetta verso il preside Skinner che lo sfrutta per qualsiasi cosa, anche se a parte qualche esclamazione a voce alta non l'ha mai aggredito fisicamente ma anzi aiuta spesso il preside nei momenti di bisogno. In una puntata nella quale Skinner aveva rinchiuso e si era dimenticato di liberare i bulli della scuola nello scantinato, al dubbio che fossero morti lì dentro disse che sarebbe andato in Messico verso la libertà, e così Willie esclamò: "Arrestare al primo casello ti faccio!"

## Origini
Gli scrittori dello show hanno sparso più volte indizi sulla possibile città scozzese di origine di Willie, in maniera volutamente non coerente. Ciò ha fatto sì che i traduttori italiani della serie abbiano dovuto adattare queste battute alle origini sarde attribuite al personaggio.
Nel tredicesimo episodio dell'ottava stagione, Simpsoncalifragilistichespirali-d'oh-so, nell'originale inglese, Willie afferma di essere "l'uomo più brutto di Glasgow". In italiano si è optato per "l'uomo più brutto della città".
Nel settimo episodio della dodicesima stagione, Truffa oggi... truffa domani, Willie è accusato di aver rubato l'auto dei Simpson e viene processato. Homer, interrogato dall'accusa, afferma che i suoi ricordi sull'episodio sono annebbiati; cui l'avvocato accusatore ribatte:
In italiano, la frase è resa:
Nell'ottavo episodio della quattordicesima stagione, Il padre che sapeva troppo poco, il detective privato Dexter Colt dice a Willie che è "la copia sputata dello Strangolatore di Aberdeen"; il giardiniere risponde fischiettando con disinvoltura e allontanandosi, suggerendo così che Willie sia il vero Strangolatore di Aberdeen.
Nel tredicesimo episodio della ventitreesima stagione, La figlia sorge ancora, il giardiniere afferma di voler sfatare un mito sul suo conto. Quindi dice:
Uppies e Doonies sono le due fazioni in cui per tradizione si dividono gli abitanti di Kirkwall, rispettivamente i nati a nord e a sud della cattedrale. Le due squadre competono anche annualmente nel Kirkwall Ba Game, affine al calcio storico fiorentino. Gli autori dello show hanno voluto così sfatare le precedenti pretese di Edimburgo, Glasgow e Aberdeen, tre città che rivendicavano di essere patria del personaggio. In seguito alla messa in onda dell'episodio, il deputato locale di Kirkwall ha richiesto al consiglio cittadino di Glasgow di rimuovere il giardiniere Willie dalla lista dei cittadini famosi, e così è stato fatto.
Nel doppiaggio italiano, la frase è resa come: